# Еврикрат
Еврикрат (др.-греч. Εὐρυκράτης) — царь Спарты из династии Агиадов. Сын Полидора, отец Анаксандра. Правил в конце VIII — начале VII века до н. э. (согласно скептическим датировкам, в середине VII века до н. э.). При нём Спарта жила мирно, а покорённые ранее мессенцы были спокойны.

## Комментарии
1. ↑  Иногда именуется Еврикратом I, в отличие от его внука Еврикратида, называемого тогда Еврикратом II.